# A magyar női labdarúgó-válogatott 2011. április 13-i mérkőzése
Előző mérkőzés - Következő mérkőzés
A magyar női labdarúgó-válogatott barátságos mérkőzése Szlovákia ellen, 2011. április 13-án.

## Keretek
A magyar női labdarúgó-válogatott szövetségi kapitánya, Kiss László, április 5-én hirdette ki, a tizennyolc főből álló keretét a barátságos mérkőzésre. A keretben csak a magyar első osztályban szereplő játékosok kaptak helyett, a külföldön szereplőkre nem számíthatott a kapitány.
| Szlovákia | Szlovákia | Szlovákia | Szlovákia |
| Név       | Kor       | Vál./Gól  | Klub      |
| --------- | --------- | --------- | --------- |

| Magyarország      | Magyarország | Magyarország | Magyarország |
| Név               | Kor          | Vál./Gól     | Klub         |
| ----------------- | ------------ | ------------ | ------------ |
| Papp Eszter       | 21 éves      | 3 / 0        | Viktória FC  |
| Rothmeisel Dóra   | 27 éves      | 3 / 0        | MTK Hungária |
| Gál Tímea         | 26 éves      | 26 / 0       | MTK Hungária |
| Demeter Réka      | 19 éves      | 6 / 0        | MTK Hungária |
| Tóth I Alexandra  | 21 éves      | 14 / 0       | MTK Hungária |
| Tóth II Alexandra | 20 éves      | 13 / 0       | Viktória FC  |
| Szeitl Szilvia    | 23 éves      | 17 / 0       | 1. FC Femina |
| Tálosi Szabina    | 22 éves      | 18 / 1       | Viktória FC  |
| Jakab Réka        | 24 éves      | 23 / 7       | Győri Dózsa  |
| Smuczer Angéla    | 29 éves      | 55 / 1       | MTK Hungária |
| Rácz Zsófia       | 22 éves      | 16 / 1       | Viktória FC  |
| Szarvas Alexandra | 18 éves      | 2 / 0        | Viktória FC  |
| Szabó Boglárka    | 18 éves      | 3 / 0        | Taksony SE   |
| Papp Dóra         | 20 éves      | 2 / 0        | MTK Hungária |
| Pádár Anita       | 32 éves      | 78 / 31      | 1. FC Femina |
| Vágó Fanny        | 19 éves      | 22 / 9       | MTK Hungária |
| Fogl Katalin      | 27 éves      | 17 / 3       | Taksony SE   |
| Méry Rita         | 26 éves      | 27 / 4       | MTK Hungária |

 megjegyzés: Az adatok a mérkőzés napjának megfelelőek!

## Az összeállítások
| 2011. április 13. 13:00 (UTC+1) |

| Szlovákia                     | 2 – 4   | Magyarország             |
| ----------------------------- | ------- | ------------------------ |
| Korytárová 4' Bartovičová 60' | (1 – 3) | Méry 1' 35' 57' Rácz 40' |

| Szenc Nézőszám: 200 Játékvezető: Chudá |

| Szlovákia | Magyarország |

| SZLOVÁKIA:           |    |                      |     |
|                      |    |                      |     |
| K                    | 1  | Lucia El Dahaibiová  |     |
| V                    | 2  | Katarína Pračková    |     |
| V                    | 3  | Eva Kolenová         |     |
| V                    | 6  | Lucia Haršányová     |     |
| V                    | 4  | Kamila Hudecová      |     |
| KP                   | 5  | Hana Korytárová      | 46' |
| KP                   | 7  | Diana Bartovičová    | 70' |
| KP                   | 8  | Veronika Klechová    | 70' |
| KP                   | 10 | Kristína Cerovská    | 39' |
| CS                   | 9  | Alexandra Martincová | 46' |
| CS                   | 11 | Ivana Balážiková     | 46' |
| Cserék:              |    |                      |     |
| KP                   | 13 | Lenka Mravíková      | 46' |
| KP                   | 14 | Veronika Šaraboková  | 70' |
| KP                   | 15 | Dominika Sýkorová    | 70' |
| KP                   | 16 | Dominika Škorvánková | 39' |
| CS                   | 17 | Lucia Šušková        | 46' |
| CS                   | 18 | Dana Fecková         | 46' |
| Szövetségi kapitány: |    |                      |     |
| Pakusza Zsolt        |    |                      |     |

| MAGYARORSZÁG:        |    |                   |     |
|                      |    |                   |     |
| K                    | 1  | Papp Eszter       | 46' |
| V                    | 2  | Gál Tímea         |     |
| V                    | 3  | Szeitl Szilvia    |     |
| V                    | 6  | Demeter Réka      | 46' |
| V                    | 4  | Tóth I Alexandra  |     |
| KP                   | 11 | Papp Dóra         | 68' |
| KP                   | 5  | Smuczer Angéla    |     |
| KP                   | 8  | Rácz Zsófia       |     |
| KP                   | 10 | Jakab Réka        | 59' |
| CS                   | 9  | Méry Rita         | 65' |
| CS                   | 7  | Vágó Fanny        | 46' |
| Cserék:              |    |                   |     |
| K                    | 12 | Rothmeisel Dóra   | 46' |
| V                    | 14 | Tálosi Szabina    | 46' |
| KP                   | 15 | Tóth II Alexandra | 68' |
| KP                   | 16 | Szarvas Alexandra | 59' |
| CS                   | 17 | Fogl Katalin      | 65' |
| CS                   | 18 | Pádár Anita       | 46' |
| Szövetségi kapitány: |    |                   |     |
| Kiss László          |    |                   |     |

## A mérkőzés
A mérkőzés gyors magyar góllal kezdődött. Méry Rita már az első percben megszerezte a vezetést, amit a szlovák csapat a negyedik percben kiegyenlített Hana Korytárová révén. Ezt követően a magyar válogatott jelentős mezőnyfölényben játszott és folyamatosan vezette a támadásait. A 35. percben Méry második találatával, majd a 40. percben Rácz Zsófia góljával már két gólos előnyre tett szert a csapat a félidőre.
A második félidőben is tovább folytatódott a magyar csapat fölénye és az 57. percben Méry Rita megszerezte harmadik gólját is. A 60. percben a szlovák csapat szépített Diana Bartovičová góljával. A mérkőzés végéig már kiegyenlítettebb volt a játék, de a szlovák csapatnak nem volt esélye szorosabbá tenni a meccset.
| „             | A mérkőzés nagyon jól szolgálta a felkészülésünket, egy igen harcos csapat ellen játszhattunk. Hatvan percen keresztül összeszedetten, kulturáltan futballoztunk, szó szerint játszottuk a focit. Ebben a periódusban jó volt nézi a csapatot, szép dolgokat láthattunk a pályán, nem volt gyenge pontja a válogatottnak. Az utolsó félórára kiegyenlítettebb lett a játék, de győzelmünk így is teljesen megérdemelt. Volt néhány kiemelkedő teljesítmény nálunk, feltétlenül ki kell emelni Szeitl Szilvia, Rácz Zsófia, Vágó Fanny játékát, és természetesen Méry Ritáét is, hiszen nemzetközi mérkőzéseken nem túl gyakori, hogy egy játékos mesterhármast szerezzen. | ” |
| – Kiss László | |   |

| „               | Ez az előkészületi mérkőzés jó alkalmat szolgált arra, hogy más játékosokat is kipróbáljak. Némelyikük játéka meggyőzőtt, másoké nem. Az első félidei teljesítménnyel egyáltalán nem vagyok elégedett, annak ellenére sem, hogy erős széllel szemben játszottunk. A fordulás után hiába támogatott minket a szél, a helyzetek befejezése ma szánalmas volt. Az ősszel kezdődő Európa-bajnoki selejtezőkig folytatjuk a felkészülést. Júliusban Szlovéniában, augusztusban hazai pályán várhatóan Csehország és Ausztria ellen játszunk további előkészületi mérkőzéseket. | ” |
| – Pakusza Zsolt | |   |

## Örökmérleg a mérkőzés után
| Szlovákia | :         | Magyarország |
| --------- | --------- | ------------ |
| 3         | Győzelem  | 8            |
| 2         | Döntetlen | 2            |
| 17        | Gólok     | 26           |
| 11/39     | Pontok    | 26/39        |
| 28        | %         | 67           |